# Міхал Бухалік
Міхал Бухалік (пол. Michał Buchalik, нар. 3 лютого 1989, Рибник, Польща) — польський футболіст, воротар футбольної команди Рух що нині виступає в Екстраклясі.